# Alibates Flint Quarries National Monument
Alibates Flint Quarries National Monument ist ein Schutzgebiet vom Typ eines National Monuments im Norden des US-Bundesstaates Texas.
Es bewahrt die Fundstellen von Feuerstein in den Hügeln über dem Canadian River. Das National Monument wurde 1965 ausgewiesen. Es wird vom National Park Service als Teil des angrenzenden Lake Meredith National Recreation Area betreut und ist nur bei von durch Rangern geführten Touren zugänglich und hat daher nur eine geringe Besucherzahl.
Das Gebiet wurde archäologisch untersucht und verfügt sowohl über Förderstellen und Verarbeitungsplätze als auch über gewöhnliche Wohn- und Rastplätze sowie Jagdlager. Der Name Alibates bezieht sich auf einen Cowboy Allen (Alie) Bates – der sich Mitte des 19. Jahrhunderts an einem Bach – jetzt Alibates Creek angesiedelt hatte.

## Feuersteinbergbau
Im Norden des heutigen Texas finden sich an verschiedenen Stellen Aufschlüsse von Feuerstein, doch in den Tafelbergen am Canadian River erreicht der Stein die beste Qualität. Weil er farblich sehr auffällig ist, konnten Funde in den ganzen Great Plains und im Südwesten den Lagerstätten von Alibates zugeordnet werden. Alibates-Feuerstein wurde bereits vor rund 13.000 Jahren gesammelt und zu Klingen und anderen Werkzeugen verarbeitet. Auch die Angehörigen der Clovis-Kultur fertigten ihre charakteristischen Projektilspitzen (Folsom und Clovis) teilweise aus dem hiesigen Feuerstein. Pfeilspitzen wurden von den Prärie-Indianern noch bis circa 1870 aus dem Feuerstein des Gebietes gefertigt.
Zunächst wurde wohl das auf der Erdoberfläche liegende Material genutzt. Als diese Vorräte zur Neige gingen, musste der Feuerstein „abgebaut“ werden. Der Feuerstein wurde von Hand aus kleinen Gruben mit nur selten mehr als 2 m Durchmesser geborgen. Um unverwitterte Steine zu finden, mussten die Gräber 30–50 cm unter der Oberfläche in die bis zu drei Meter dicken Dolomit-Schichten vordringen. In den Gruben konnten meistens nur zwischen gut einem und knapp drei Meter genutzt werden, dafür wurden allein auf dem größten Tafelberg, der das heutige National Monument darstellt, fast 700 kleine Gruben eröffnet. Um die Gruben herum sind aufgrund des trockenen Klimas bis heute die Abschläge und das ausgehobene Material sichtbar.

## Ackerbau-Kultur
In der Zeit von 1200 bis 1450 ermöglichte eine klimatische Schwankung – verbunden mit einer Erhöhung der Jahresniederschlagsmenge – die Entstehung und Ausbreitung von Ackerbau. Die an den untersuchten Siedlungsplätzen der Plains Village-Indianer entlang des Alibates Creek  gefundenen (gerösteten) Körner und Bohnen lieferten C14-Daten zur Altersbestimmung dieser Funde. Als die Lebensbedingungen sich wieder verschlechterten, versuchten die Indianer sich durch verstärkte Zuwendung zur Jagd noch in diesem Gebiet zu behaupten, wie es die zuvor in diesem Gebiet siedelnden Menschen über Jahrtausende der Anpassung gelernt hatten, doch nun drängten andere Stämme, von Norden kommend, in ihr Gebiet, die Plain-Village-Indianer wurden verdrängt.
Um 1540 traf der Spanier Coronado auf seiner Expedition in diesem Gebiet auf Indianer, die mit Feuersteinklingen Büffelfleisch zerlegten.
Seit dem 16. Jahrhundert hatten die Pawnees und Hidatsa ihre Jagdgründe nach Süden ausgedehnt. Diese Bewohner lebten von der Jagd, gefundene Speisereste und Keramikscherben belegen zudem einen intensiven Handel mit Import von Getreide, Geflügel und Tabak aus dem Gebiet des unteren Mississippi River, New Mexico und Arizona. Der Handel mit dem begehrten Feuerstein – meist zu Pfeilspitzen und Werkzeugen (Klingen) zugerichtet – ermöglichte die kontinuierliche Besiedlung dieses Gebietes auch außerhalb der traditionellen Jagdsaison. Erst im 19. Jahrhundert, als die Siedler sich auch in den nördlichen Teilen von Texas mit Unterstützung des US-Militärs behaupteten, verschwand die indianische Bevölkerung aus diesem Gebiet.

## Tourismus-Angebote
Das von der Parkverwaltung betreute Gelände wird in mehrstündigen Märschen durchwandert, hierbei werden die in einer grandiosen Naturlandschaft befindlichen Siedlungsplätze und Jagdlager der Pawnees und Hidatsa angesteuert und Wissenswertes über das Leben der Indianer berichtet. Mit einer praktischen Vorführung werden elementare Bearbeitungstechniken an Feuersteinrohlingen demonstriert.